# Федоров Іван Євграфович
Іван Євграфович Федоров (10 лютого 1914 року, Харків — 12 лютого 2011, Москва) — радянський льотчик-винищувач, льотчик-випробувач, Герой Радянського Союзу (05.03.1948), полковник (28.05.1944). Одночасно був нагороджений Гітлером і Сталіним.

## Життєпис

### Ранні роки
Народився в Харкові (Україна) в сім'ї робітника в обозі. У той момент в обозі працювала за наймом його мати — Надія Іванівна. Постійним місцем проживання батьків була станиця Каменська (нині місто Кам'янськ-Шахтинський). Однак в паспорті як місце народження помилково записане місто Харків. До 1918 року Іван жив з батьками в окружній станиці Каменській.
З 1918 р. жив у місті Луганськ (Україна). У 1921—1927 роках був безпритульним.
У 1928 р. закінчив школу за 5 класів, в 1930 р. — вечірній робітфак при Донецькому інституті народної освіти, в 1931 р. — школу ФЗУ, в 1932 р. — 1-й курс Луганського педагогічного інституту. Працював на паровозобудівному заводі в Луганську: слюсарем інструментальником (в 1929—1930 роках), помічником машиніста і машиністом маневрового паровоза (в 1930—1932 роках). З 1929 р. без відриву від виробництва займався в Луганській школі «Осавіахім», літав на планерах.